# Woldemar Wybrand Scheltinga
Woldemar Wybrand (Romanowitsch) Scheltinga (russisch Владимир Романович Шельтинг; * 25. Septemberjul. / 7. Oktober 1821greg. in Archangelsk; † 21. Januarjul. / 2. Februar 1884greg. in St. Petersburg) war ein russischer Kapitän der Scheltinga-Dynastie.

## Leben
Scheltinga war der zweite Sohn des Archangelsker Hafenkapitäns Reinhold Scheltinga und seiner Frau Wilhelmine (Minna) Henriette geborene Baronessa von Nettelhorst (1786–1841). Scheltinga erhielt eine häusliche Erziehung und trat im Dezember 1837 als Junker in die Baltische Flotte ein.

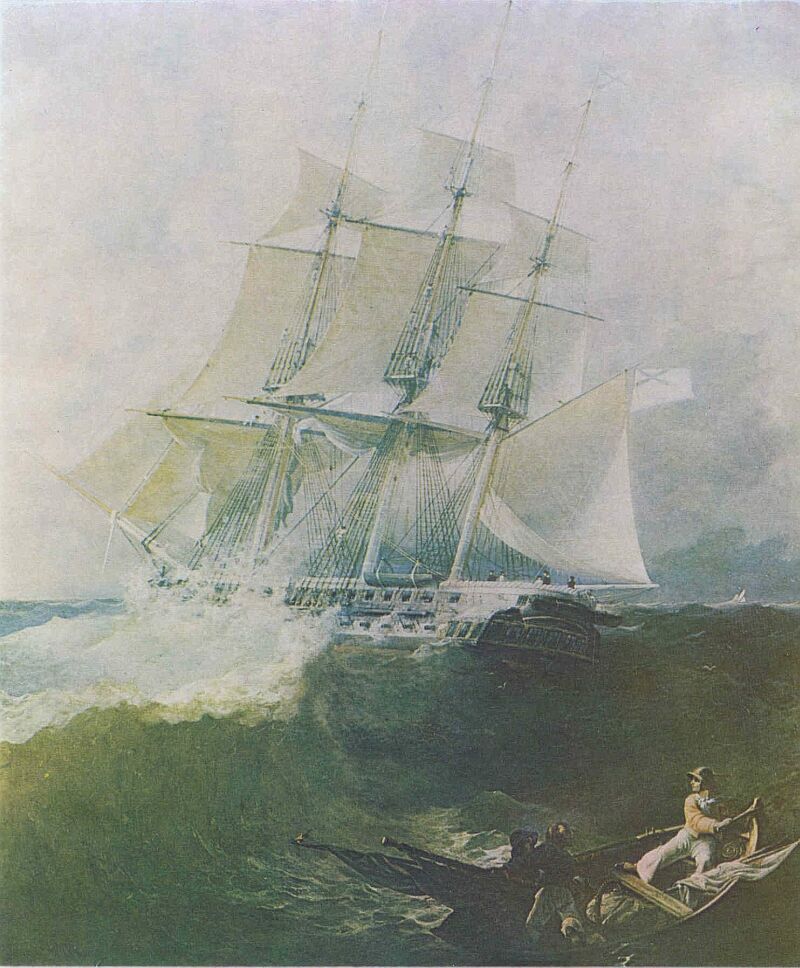
Fregatte Aurora im Sturm (Platon Boryspolez, 1838)

Scheltinga kam 1838 auf die Fregatte Aurora, die mit dem Admiral Alexander Sergejewitsch Menschikow segelte. 1839 wurde Scheltinga zum Mitschman befördert. 1841–1843 segelte er auf der Aurora von Kronstadt nach Kopenhagen.
Im März 1844 wurde Scheltinga zum Leutnant befördert und nach Archangelsk zum Dienst auf dem neuen Linienschiff Ingermanland versetzt, das nach Kronstadt und 1845–1846 mit Großfürst Konstantin Nikolajewitsch ins Mittelmeer und zurück segelte.
Der Übergang von den Segelschiffen zu Dampfschiffen begann mit Raddampfern für den Einsatz als Kreuzer. 1847 fuhr Scheltinga auf dem Raddampfer Usserdny in die Häfen des Finnischen Meerbusens. Ab 1848 kommandierte er die Usserdny, dann Bystry und die Newa. Im April 1853 wurde er zum Kapitänleutnant befördert.
Im Krimkrieg nahm die Bystry unter Scheltingas Kommando an den Operationen der Baltischen Kompanie teil. Von April bis November 1853 kreuzte Scheltinga zwischen den Häfen des Finnischen Meerbusens, im Rigaischen Meerbusen und bis zum Hafen Windau. Von April bis November 1854 gehörte er zur 2. Brigade der Schären-Ruderschiff-Flottille und fuhr zwischen St. Petersburg, Kronstadt, Kotka, Sveaborg und Helsingfors. Im August 1854 begegnete die Bystry bei Kotka einer feindlichen Schraubenfregatte zusammen mit einem großen Dampfschiff, hielt großen Abstand und vermied den Kampf.
Nach dem Friedensschluss im März 1856 durften auf dem Schwarzen Meer keine russischen Kriegsschiffe mehr unterhalten werden. Beim Marineministerium wurde ein Komitee zur Entwicklung einer Handelsflotte und Förderung der Organisation russischer Dampfschifffahrtsgesellschaften gegründet. Der Kapitän Nikolai Andrejewitsch Arkas und der Unternehmer Nikolai Alexandrowitsch Nowosselski gründeten 1856 nach dem Vorbild der Russländisch-Amerikanischen Kompagnie die Russische Gesellschaft für Dampfschifffahrt und Handel (ROPiT) mit Sitz in Odessa für den Handels- und Postverkehr auf dem Schwarzen, Asowschen und Mittelmeer. Im Juni 1858 wurde Scheltinga für den Dienst auf Handelsschiffen der Dampfschifffahrtsgesellschaft für den Dnepr und seinen Nebenflüssen freigestellt. Er bestellte Dampfschiffe bei der belgischen Société anonyme John Cockerill in Seraing, die in Antwerpen und Warschau montiert und zum Dnepr überführt wurden.
Im Januar 1860 wechselte Scheltinga in den Dienst der ROPiT und war Kapitän auf den Dampfschiffen Oleg, Pilad, Imperator Alexander II., Junona, Großfürst Michail, Taganrog, Fürst Barjatinski, Orest und Bug für die Linien nach Konstantinopel und Alexandrien, nach Marseille, zur Krim und dem Kaukasus, nach Saloniki, nach Taganrog und Konstantinopel und nach Cherson und zum Dnepr. Scheltinga wurde 1862 Kapitän 2. Ranges und 1865 Kapitän 1. Ranges.
Im Juli 1874 kehrte Scheltinga in den aktiven Marinedienst zurück. Im April 1875 wurde er als Generalmajor aus dem Dienst entlassen. Sogleich wurde er Geschäftsführender Direktor der 1875 gegründeten Archangelsk-Murmansker Termindampfschifffahrtsgesellschaft mit Kontor in Archangelsk. Die Vorstandsmitglieder waren Graf Konstantin Fjodorowitsch Litke, Sawwa Iwanowitsch Mamontow und Fjodor Wassiljewitsch Tschischow, der zum Vorstandsvorsitzenden gewählt wurde. Scheltinga war einer der Gesellschafter. Im Juli 1875 meldete Scheltinga dem Archangelsker Gouverneur Nikolai Pawlowitsch Ignatjew die erste Fahrt des von der Gesellschaft aus dem Ausland erworbenen ersten Dampfschiffs Archangelsk (540 Tonnen Wasserverdrängung, 120 PS) auf der Murmansk-Linie mit sieben Zwischenstationen, darunter Vardø und Vadsø. Dazu kamen für die Weißmeer-Linie der Schraubendampfer Onega (500 Tonnen, 80 PS) und der Raddampfer Kem. 1876 fuhren die Schiffe beträchtliche Verluste ein, so dass Scheltinga die Liquidierung der Gesellschaft vorbereitete und seinen Rücktritt einreichte. Dank staatlicher Subventionen existierte die Gesellschaft weiter zur Aufrechterhaltung des Verkehrs.
Scheltinga war verheiratet mit Wilhelmina Hessen und hatte vier Söhne, darunter Wladimir (Woldemar), und eine Tochter Wilhelmina. Der Enkel von Vladimir Shelting ist der berühmte Soziologe Alexander von Schelting.
Scheltinga wurde in St. Petersburg auf dem Wolkowo-Friedhof in der lutherischen Abteilung begraben.

## Ehrungen
- Sankt-Stanislaus-Orden III. Klasse (1845)
- Krimkrieg-Gedenkmedaille am Andreas-Band (1856)
- Orden des Heiligen Wladimir IV. Klasse mit Schleife (1874)